# Erich Ludwig Loewenthal
Erich Ludwig Loewenthal (geboren 16. März 1894 in Berlin; gestorben vermutlich 13. März 1943 im KZ Auschwitz-Birkenau) war ein jüdischer deutscher Neuphilologe, Literaturwissenschaftler, Studienrat und Herausgeber und ein Opfer des Holocaust.

## Leben
Herkunft, Ausbildung und Beruf
Erich Loewenthal wurde am 16. März 1894 als erstes von vier Kindern jüdischer Eltern, des Kaufmanns Adolf Loewenthal und dessen Frau Flora, geborene Seidenberg (Breslau 1868–1943 im Ghetto Theresienstadt), in Berlin geboren. Von 1903 bis zu seinem Abitur 1912 besuchte er das Königstädtische Gymnasium in Berlin. Noch im Abiturjahr begann Loewenthal das Studium der Germanischen, Romanischen und Klassischen Philologie sowie der Philosophie an der Friedrich-Wilhelms-Universität zu Berlin.

Abiturient Erich Loewenthal im Schuljahresbericht 1912/13 des Königstädtischen Gymnasiums in Berlin.

Erich Loewenthals Ausgabe von Heinrich Heines Rabbi von Bacherach mit dem ab 1. August 1937 auch für die Schocken-Bücherei obligatorischen Zusatz: Jüdischer Buchverlag.

Kriegsbedingt musste er das Studium 1915 unterbrechen und diente bis Kriegsende 1918 als Militärdolmetscher bei den Kommandanturen der Kriegsgefangenenlager Celle (Cellelager) und Soltau. Das wieder aufgenommene Studium an der Berliner Universität schloss Loewenthal mit der Dissertationsschrift Studien zu Heines ‚Reisebildern’ und der Promotion zum Dr. phil. 1920 ab. Der promovierte Philologe entschied sich gegen eine akademische Laufbahn, wurde 1920 Studienreferendar am Bismarck-Gymnasium in Berlin-Wilmersdorf und 1921 Studienassessor in der Fichte-Realschule in Berlin-Schöneberg. Zwischen 1921 und 1925 arbeitete Loewenthal nebenberuflich als Lektor des Verlages Hoffmann und Campe. Im Jahr 1924 wechselte Loewenthal an die Kirschner-Schule (Oberrealschule und Reformrealgymnasium) in Berlin-Moabit, wo er 1929 zum Studienrat ernannt wurde. An dieser Schule unterrichtete er bis zur Machtübernahme der Nationalsozialisten 1933.
Lehrer an einer privaten jüdischen Schule, Herausgeber bei Lambert Schneider
Auf Grundlage des am 7. April 1933 erlassenen Gesetzes zur Wiederherstellung des Berufsbeamtentums, mit dem die Nationalsozialisten u. a. die formale Rechtsgrundlage zur Entlassung von jüdischen Hochschullehrern, Lehrern und Schulleitern schufen, wurde Loewenthal am 30. November 1933 „in den Ruhestand versetzt“ und aus dem öffentlichen Schuldienst „entfernt“. Als Lehrer fand er ab Ostern 1934 nochmals Anstellung an der größten Privatschule der Reichshauptstadt, der von Toni Lessler gegründeten und geleiteten Privaten Waldschule Grunewald in der Hagenstraße 56 am Roseneck in Berlin-Grunewald, wo er bis zur Zwangsschließung 1939 wirkte. Loewenthal, der sich mit seiner Dissertation, zwei von ihm 1925 herausgegebenen Bänden mit Heines literarischem Nachlass und in germanistischen Fachzeitschriften längst als Heine-Kenner ausgewiesen hatte, lernte in dieser Zeit den Berliner Verleger Lambert Schneider kennen, dessen Freund und engster Mitarbeiter (wissenschaftlicher Beirat) er wurde. Erste Aufgabe Loewenthals war es, den an Lambert Schneider gekommenen wissenschaftlichen Handapparat des Marburger Heine-Herausgebers Prof. Ernst Elster bibliographisch zu erfassen. Im 1931 gegründeten Schocken Verlag, dessen Geschäftsführer Lambert Schneider geworden war, konnte Loewenthals Edition von Heines Romanfragment Der Rabbi von Bacherach 1937 als 80. Band der Schocken-Bücherei erscheinen, mit einem Nachwort des Herausgebers und illustriert mit Zeichnungen von Ludwig Schwerin. Nachdem in der Folge der Novemberpogrome der Schocken-Verlag liquidiert wurde, erschienen im Verlag Lambert Schneider zwischen 1939 und 1942 die von Erich Loewenthal edierten, jedoch ohne Namensnennung des Herausgebers veröffentlichten Klassiker-Ausgaben, u. a. der Werke Shakespeares und dessen Zeitgenossen (1939/40), der Komödien des Aristophanes (1940) und der sämtlichen Dialoge Platons (1940), die das Programm des Verlages in den nächsten 50 Jahren maßgeblich prägten.
Zwangsarbeit, Deportation und Tod
Loewenthal, dessen Bemühungen um eine Auswanderung gescheitert waren, lebte in diesen Jahren der zunehmenden Entrechtung, Isolation und Verfolgung der Berliner Juden zusammen mit seiner Mutter – sie wurde am 17. März 1943 nach Theresienstadt deportiert, wo sie am 31. März 1943 starb – und seiner Schwester Erna bis 1941 in Berlin-Charlottenburg, Küstriner Str. 14 (heute Damaschkestr. 32) und danach in einem sogenannten Judenhaus, Waitzstr. 7, das zum Ort geheimer Arbeitstreffen mit seinem Verleger wurde. Auf Anweisung der Gestapo, vermittelt und bezahlt über die Reichsvereinigung der Juden in Deutschland, wurde Loewenthal ab dem 3. November 1941 zur Zwangsarbeit herangezogen. Zusammen mit zunächst sieben, später in einem Kontingent von bis zu 25 jüdischen Zwangsarbeitern in der Gruppe von Ernst Grumach, arbeitete Loewenthal in der aus geraubten jüdischen Buchbeständen bestehenden, in laufendem Aufbau befindlichen, zu katalogisierenden und aufzustellenden „Judenbibliothek“ als Teil der „Zentralbibliothek“ im Reichssicherheitshauptamt (RSHA), Amt VII, Eisenacherstr. 12.
Am 12. März 1943 wurde Loewenthal im 36. sogenannten „Osttransport“ ins Vernichtungslager Auschwitz-Birkenau deportiert. Von den 964 Juden, die in diesem Transport des RSHA aus Berlin am 13. März in Auschwitz ankamen, wurden nach der Selektion an der „Alten Rampe“ nur 218 Männer und 147 Frauen als „arbeitsfähige“ Häftlinge registriert und in das Lager eingewiesen. Erich Loewenthal wurde in Birkenau nach bisherigem Kenntnisstand nicht mehr als Häftling registriert und vermutlich sofort nach der Ankunft am 13. März 1943 in der Gaskammer ermordet; ebenso wie seine Schwester Erna Loewenthal, die mit demselben Transport nach Auschwitz kam. Auf der überlieferten „Eingangsmeldung“ (Funkspruch) an das SS-Wirtschafts- und Verwaltungshauptamt formulierte der zuständige Leiter der Abteilung Arbeitseinsatz in Auschwitz, SS-Obersturmführer Heinrich Schwarz, im verschleiernden Jargon der Täter: „K. L. Auschwitz meldet Judentransport aus Berlin. Eingang am 13.3.43. Gesamtstärke 964 Juden. Zum Arbeitseinsatz kamen 218 Männer und 147 Frauen. (...). Gesondert wurden 126 Männer u. 473 Frauen u. Kinder untergebracht.“
Am 26. April 2013 kam es in der Damaschkestr. 32 im Berliner Bezirk Charlottenburg zu einer Stolperstein-Verlegung für Flora, Erna und Erich Ludwig Loewenthal.

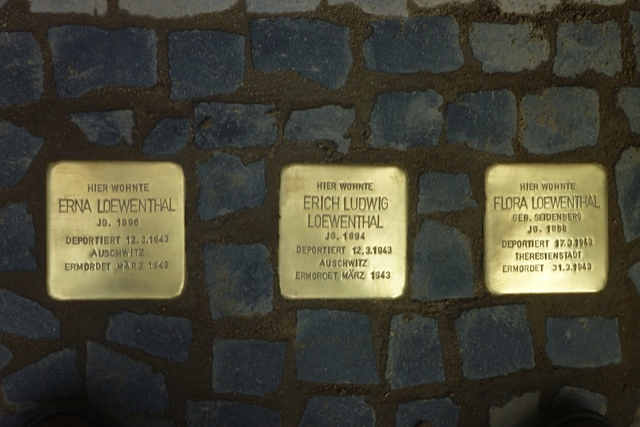
Stolpersteine für Erna, Erich und Flora Loewenthal – Damaschkestr. 32, Berlin.

## Schriften
- Erich Loewenthal: Studien zu Heines „Reisebildern“ (= Palaestra 138). Mayer und Müller, Berlin/Leipzig 1922.
- Heinrich Heine: Der lyrische Nachlass von Heinrich Heine. Gesichtet von Erich Loewenthal (= Werke in Einzelausgaben und Bildern aus seiner Zeit, Band 11). Hoffmann und Campe, Hamburg/Berlin 1925.
- Heinrich Heine: Der Prosa-Nachlass von Heinrich Heine. Neu geordnet, gesichtet und eingeleitet von Erich Loewenthal (= Werke in Einzelausgaben und Bildern aus seiner Zeit, Band 12). Hoffmann und Campe, Hamburg/Berlin 1925.
- Heinrich Heine: Der Rabbi von Bacherach. Ein Fragment. Mit Zeichnungen von Ludwig Schwerin. Mit den zugehörigen Briefen Heines und mit einem Nachwort von Erich Loewenthal. Schocken, Berlin 1937.
- William Shakespeare: Dramatische Werke. Übersetzt v. August Wilhelm Schlegel und Ludwig Tieck. 3 Bde. Hrsg. v. Erich Loewenthal. Lambert Schneider, Berlin 1939.
- Aristophanes: Die Komödien. Übersetzt und erläutert von Ludwig Seeger. 2 Bde. Hrsg. v. Erich Loewenthal. Lambert Schneider, Berlin 1940.
- Platon: Sämtliche Werke. Deutsch von Friedrich Schleiermacher, Franz Susemihl u. a. 3 Bde. Hrsg. v. Erich Loewenthal. Lambert Schneider, Berlin 1940, ²1942.
- Shakespeares Zeitgenossen. 2 Bde. Hrsg. v. Erich Loewenthal und Lambert Schneider. Lambert Schneider, Berlin 1940.
- Italienische Novellen. 3 Bde. Hrsg. v. Erich Loewenthal. Lambert Schneider, Berlin 1942.
- Sturm und Drang – Kritische Schriften. Plan und Auswahl von Erich Loewenthal. Posthum hrsg. v. Lambert Schneider. Lambert Schneider  Heidelberg 1949.
- Sturm und Drang – Dramatische Schriften. Plan und Auswahl von Erich Loewenthal. Posthum hrsg. v. Lambert Schneider. Lambert Schneider, Heidelberg 1959.